# La Yedra
La Yedra es una localidad y pedanía española perteneciente al municipio de Baeza, en la provincia de Jaén. Está situada a siete kilómetros al norte de Baeza capital, en la travesía de la carretera N-322. Debe su origen y su nombre al santuario mariano Nuestra Señora del Rosel y del Santo Cristo de la Yedra.

## Historia

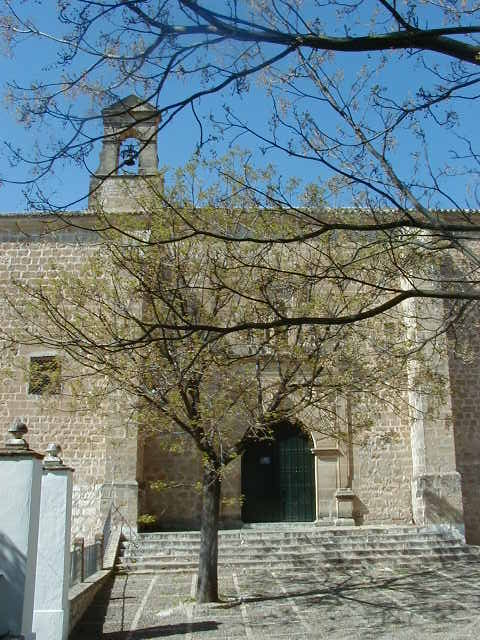
Santuario del Cristo de la Yedra.

El actual santuario se erigió sobre otro anterior entre los años finales del siglo xvi y los primeros del xvii.
En el siglo xvii el historiador Ximena Jurado describe alguna de las imágenes del santuario.
Las primeras casas de la pedanía se construyeron junto a la vaguada en la que se encuentra el santuario.
A finales del siglo xix y primeros años del xx algunas familias de Baeza que habían hecho fortuna en América levantaron caserones en la zona como Domingo y Francisco Chinchilla.
En 1907 se inaugura el Tranvía de la Loma que unía La Yedra con Baeza y Úbeda.
En los años 1960 empieza un lento incremento de edificaciones en la pedanía. En 1966 se clausura el Tranvía de la Loma.
En los años 1980 son ya muchos los habitantes de las ciudades vecinas, Baeza, Úbeda y Linares que tienen su residencia de fin de semana en La Yedra. Lo que hace que en verano tenga muchos más de los 212 habitantes censados.
El último domingo del mes de agosto, se celebra la llamada «romería chica»: desde el santuario de La Yedra la Virgen del Rosel sube en carroza hasta la parroquia de San Pablo, en el centro de Baeza.
La romería en sí se celebra el primer sábado del mes de septiembre —originalmente su día era el siete de septiembre, víspera de la fiesta de la Natividad de Nuestra Señora—. La Virgen recorre la ciudad de Baeza y baja de nuevo en carroza al santuario acompañada por caballos, carruajes, carretas y carrozas todos ellos engalanados con flores.
Las referencias a la cofradía del Santísimo Cristo de la Yedra y Nuestra Señora del Rosel se remontan a su fundación en 1411 por el obispo de Baeza-Jaén Rodrigo Fernández de Narváez, siendo una de las más antiguas del término municipal de Baeza. En 1592 renovó ordenanzas dotándose de la posibilidad de celebrar estación de penitencia el miércoles santo a siete iglesias de la ciudad de Baeza. En 2011 se dispone a celebrar su VI centenario fundacional.